# Herr Mannelig

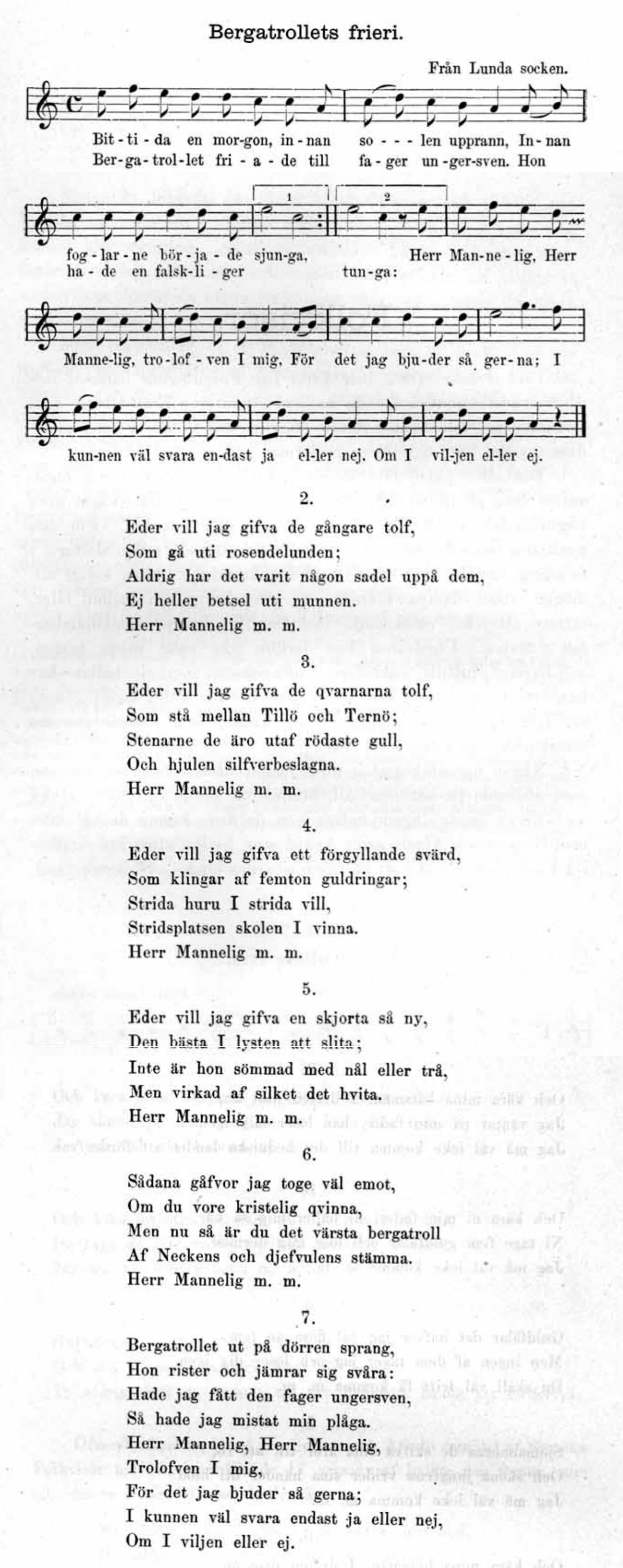
Bergatrollets Frieri.

Herr Mannelig (aussi connu sous le nom de Herr Mannerlig et de Bergatrollets Frieri) est une ballade médiévale suédoise qui raconte l'histoire d'une femme troll qui propose à un chevalier de l'épouser, espérant ainsi devenir humaine.

## Résumé
La ballade commence par une strophe dans laquelle un narrateur raconte qu'une troll tenta un jour de convaincre un chevalier de l'épouser en usant de paroles trompeuses. La suite de la chanson rapporte le dialogue entre les deux personnages. La troll essaye de convaincre le sieur Mannelig (en suédois : Herr Mannelig) de se marier avec elle, elle espère qu'elle sera ainsi délivrée et qu'elle pourra devenir humaine. Pour convaincre le chevalier, elle lui promet de nombreux présents, mais le sieur Mannelig finit par refuser : il ne peut l'épouser parce qu'elle n'est pas chrétienne, qu'elle est même une créature satanique (« la fille d'une nixe et du diable »).

## Paroles
| Suédois | Français |
| --- | --- |
| 1. Bittida en morgon innan solen upprann Innan fåglarna började sjunga Bergatrollet friade till fager ungersven Hon hade en falskeliger tunga : Refrain "Herr Mannelig, Herr Mannelig, Trolofven i mig ? För det jag bjuder så gärna I kunnen väl svara endast ja eller nej Om i viljen eller ej 2. Eder vill jag gifva de gångare tolf Som gå uti rosendelunde Aldrig har det varit någon sadel uppå dem Ej heller betsel uti munnen 3. Eder vill jag gifva de qvarnarna tolf Som stå mellan Tillö och Ternö Stenarna de äro af rödaste gull Och hjulen silfverbeslagna 4. Eder vill jag gifva ett förgyllande svärd Som klingar utaf femton guldringar Och strida huru i strida vill Stridsplatsen skolen i väl vinna 5. Eder vill jag gifva en skjorta så ny Den bästa i lysten att slita Inte är hon sömnad av nål eller trå Men virkat av silket det hvita" 6. "Sådana gåfvor jag toge väl emot Om du vore en kristelig qvinna Men nu så är du det värsta bergatroll Af Neckens och djävulens stämma" 7. Bergatrollet ut på dörren sprang Hon rister och jämrar sig svåra "Hade jag fått den fager ungersven Så hade jag mistat min plåga" | 1. A l'aube d'un beau jour Avant que les oiseaux ne se mettent à chanter Une trolle des montagnes demanda un beau jeune homme en mariage En des propos trompeurs : Refrain "Seigneur Mannelig, seigneur Mannelig, Serez-vous mon fiancé ? Pour cela, je vous offrirai volontiers des cadeaux Bien sûr, vous pouvez répondre par oui ou par non Si vous le souhaitez 2. Je vous offrirai douze palefrois Qui vont dans le jardin des roses Et qui n'ont encore jamais connu la selle Ou le mors à leur bouche 3. Je vous offrirai douze moulins Situés entre Tillö et Ternö Leurs pierres sont faites de l'or le plus rouge Et leurs roues sont couvertes d'argent 4.Je vous offrirai une épée dorée Tintant comme quinze anneaux d'or Et combattant à votre égal Elle vous fera gagner des batailles 5. Je vous offrirai une chemise neuve Telle que vous n'en porterez jamais Non pas cousue avec une aiguille et du fil Mais crochetée de soie blanche" 6. "De tels cadeaux j'accepterais volontiers Si tu étais une femme chrétienne Cependant, tu es le pire troll des montagnes que j'ai vu Le rejeton des nixes et du diable" 7. La trolle s'enfuit par la porte En tremblant et en pleurant fort "Si j'avais réussi à l'attraper, J'aurais pu échapper à ma situation" |

## Liste de quelques interprètes
- 1996 : Garmarna, folk rock suédois
- 2000 : In Extremo, folk metal, pour le jeu Gothic sur PC
- 2004 : Haggard, metal (reprise de la chanson en italien)
- 2013 : Cesair, folk traditionnel (sur l'album Dies, Nox et Omnia, sous le titre « Bergatrollets Friari »)

- 2015 : Les Compagnons du Gras Jambon (sur l'album The Grralbum)
- 2017 : Myrias (sur l'album Inveni)

- 2018 : Midnattsol, folk metal (sur l'album The Aftermath)
- 2019 : Ofdrykkja, groupe de metal (sur l'album Gryningvisor)
- 2020 : Dr. Peacock & D-Frek, frenchcore néerlandais
- 2022 : Scura, groupe médiéval français du Nord de la France.
- 2023 : Skáld, pagan folk (sur l'album Huldufólk).
- 2024 : Eihwar, electro pagan folk (sur l'album Viking War Trance, sous le titre "Sir Mannelig")